# Annabel Pitcher
Annabel Pitcher (ur. 1982) – brytyjska pisarka, twórczyni literatury dziecięcej i młodzieżowej.
Ukończyła studia z zakresu literatury angielskiej na Uniwersytecie Oksfordzkim. Za swoją powieść Ketchup Clouds otrzymała nagrodę literacką Waterstone's Children's Book Prize.
Jest mężatką.

## Dzieła

### Powieści
- My Sister Lives on the Mantelpiece (2011; wyd. pol. Moja siostra mieszka na kominku 2013)
- Ketchup Clouds (2012)
- The Puppet Masters (2013)

### Ilustrowana książka dla dzieci
- Project Bright Spark (rysunki:Roger Simó, 2013)